# Caroline (chanson de MC Solaar)
Singles de MC Solaar
Victime de la mode
(1991) Qui sème le vent récolte le tempo
(1992)
Caroline est une chanson du rappeur français MC Solaar, parue en 1991 sur l'album Qui sème le vent récolte le tempo, puis en single en 1992.
Pour le morceau, le DJ Jimmy Jay sample l'instrumental du morceau du groupe Southside Mouvement intitulé Save the world, datant de 1974.

## Intrigue et contrainte
Dans cette chanson, MC Solaar raconte une déception amoureuse avec une fille s'appelant Caroline . Le texte est bâti autour d'une contrainte littéraire, le jeu de cartes, ses figures et ses couleurs. Ainsi, à condition de jouer avec les mots, a-t-on les quatre figures égrenées dans le vers « Je suis l’as de trèfle qui pique ton cœur… Caroline ».

## Genèse
Sur l'existence de Caroline, dans un entretien, Jimmy Jay déclare « […] au début, [MC Solaar] m'a dit que Caroline était une fille sortie tout droit de son imagination. Mais il n'a jamais vraiment été clair à ce sujet. Personnellement, je pense que c'est une personne qu'il aimait en secret et qu'il n'a jamais pu conquérir. Elle doit avoir existé, même s'il a toujours gardé le mystère ».
La production bénéficie de la réussite du premier single Bouge de là et des moyens importants sont mis à la disposition de McSolaar par Polydor : grand studio à Bastille, synthétiseur réputé Leslie Rhodes utilisé par les Beatles, quatre violonistes de l'orchestre de l'opéra Bastille.

## Accueil
Classé pendant 22 semaines au Top 50 de mai à septembre 1992, il atteint la quatrième place des charts, se vendant à 140 000 exemplaires. Le titre ressort en single en 1998 dans une version en publicet atteint la 59e place.
Retiré de la vente depuis 2000 pour des raisons de conflits de droit d'auteur, la chanson réapparait en 2017 sur l'édition vinyle de Géopoétique dans une nouvelle version avec de nouveaux chants (rap et chœur féminin).

## Classements
| Classement (1992)             | Meilleure position |
| ----------------------------- | ------------------ |
| France (SNEP)                 | 4                  |
| Québec (Palmarès Francophone) | 17                 |

| Classement (1999)                       | Meilleure position |
| --------------------------------------- | ------------------ |
| Belgique (Wallonie Ultratop 50 Singles) | 31                 |
| France (SNEP)                           | 59                 |

## Dans la culture populaire
Dans le comics La Dame Chance (Luck Be a Lady en version originale), Deadpool chante cette chanson (pour remplacer The Gambler de Kenny Rogers).

## Reprises
La chanson a donné lieu à de nombreuses reprises, parmi lesquelles Gilbert Montagné (1997), Marka (1998), Hollydays (2013), Fréro Delavega (2014), Vianney (2019), Black M (2020)… 